# Ordre de la République fédérale
Pour les articles homonymes, voir Ordre de la République.
L’ordre de la République fédérale (en anglais Order of the Federal Republic) est un des deux ordres du mérite (avec l'ordre du Niger) établis par la république fédérale du Nigeria en 1963.